# Ravne v Bohinju
Ravne v Bohinju (IPA: [ˈɾaːu̯nɛ w bɔˈxiːnju]) è un insediamento (naselje) di 51 abitanti, della municipalità di Bohinj nella regione statistica dell'Alta Carniola in Slovenia.